# Luz de Tavira e Santo Estêvão
Luz de Tavira e Santo Estêvão, oficialmente designada União das Freguesias de Luz de Tavira e Santo Estêvão, é uma freguesia do município de Tavira, com 59,91 km² de área e 4730 habitantes (censo de 2021). A sua densidade populacional é 79 hab./km². 

## História
Esta freguesia foi criada em 2013, e resultou da união das anteriores freguesias de Luz de Tavira e Santo Estêvão

## Demografia
A população registada nos censos foi:
| Distribuição da População por Grupos Etários | Distribuição da População por Grupos Etários | Distribuição da População por Grupos Etários | Distribuição da População por Grupos Etários | Distribuição da População por Grupos Etários |
| -------------------------------------------- | -------------------------------------------- | -------------------------------------------- | -------------------------------------------- | -------------------------------------------- |
| Ano                                          | 0-14 Anos                                    | 15-24 Anos                                   | 25-64 Anos                                   | > 65 Anos                                    |
| 2001                                         | 628                                          | 629                                          | 2611                                         | 1197                                         |
| 2011                                         | 546                                          | 380                                          | 2385                                         | 1224                                         |
| 2021                                         | 475                                          | 395                                          | 2392                                         | 1468                                         |

À data da junção das freguesias, a população registada no censo anterior (2011) foi:
| Freguesia atual                                       | Freguesia atual  | Freguesia atual | Freguesias antigas | Freguesias antigas | Freguesias antigas |
| Freguesia                                             | População (2011) | Área (km²)      | Freguesia          | População (2011)   | Área (km²)         |
| ----------------------------------------------------- | ---------------- | --------------- | ------------------ | ------------------ | ------------------ |
| União das Freguesias de Luz de Tavira e Santo Estêvão | 4535             | 59,91           | Luz de Tavira      | 3355               | 31,53              |
| União das Freguesias de Luz de Tavira e Santo Estêvão | 4535             | 59,91           | Santo Estêvão      | 1180               | 26,36              |